# 大曲車站 (秋田縣)
大曲站（日语：〔〕／ Ōmagari eki */?）是一位於日本秋田縣大仙市大曲通町，由東日本旅客鐵道（JR東日本）所經營的鐵路車站。

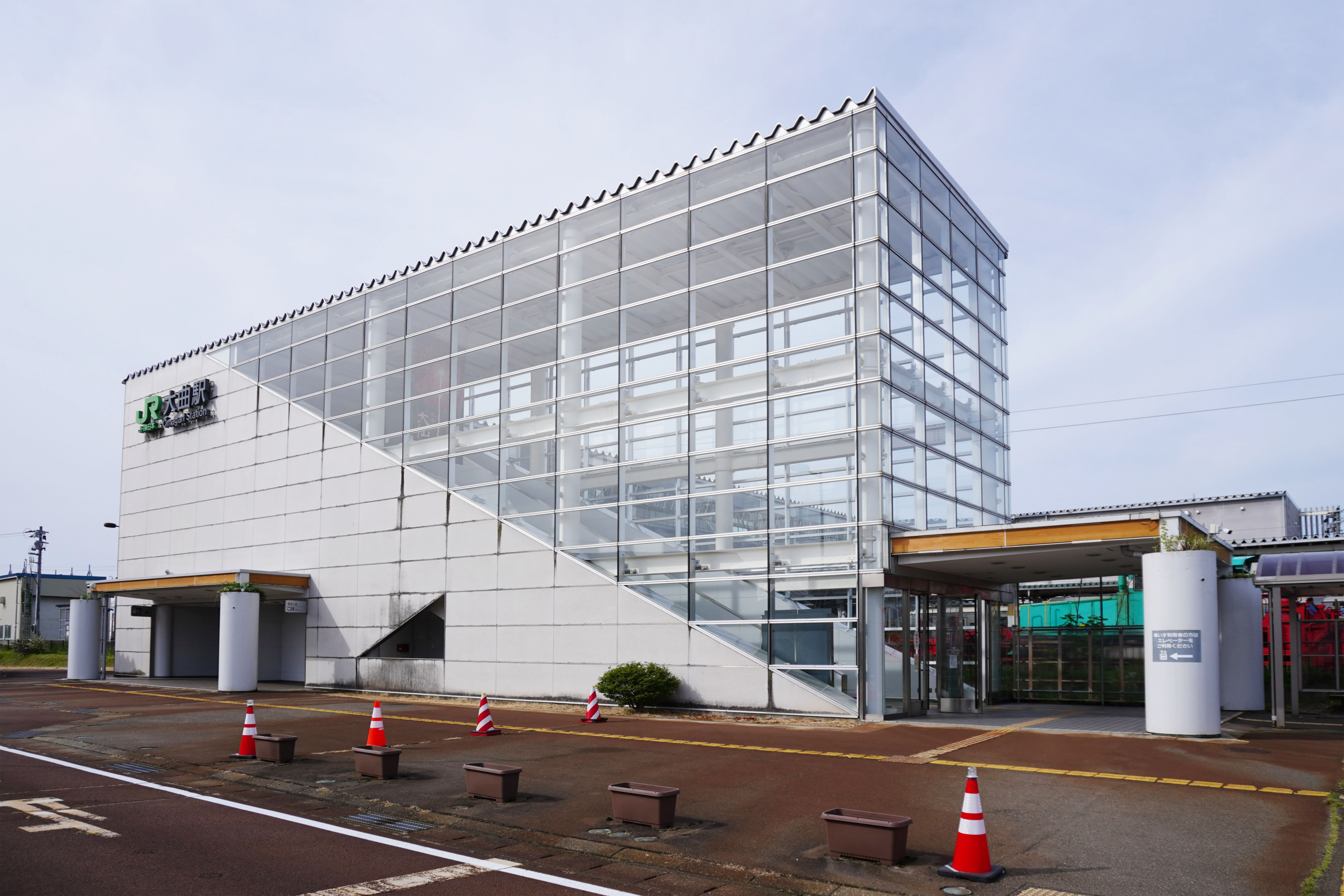
東口(2024年5月)

## 停車路線
本站在名義上共有兩條路線通過，分別是正式列名的奧羽本線，與以此為終點站的田澤湖線。然而，由於本站也是秋田新幹線的停車站之一，屬「迷你新幹線」等級的秋田新幹線列車在經田澤湖線到達此站後，會進入奧羽本線往秋田方向繼續前進，因此也可視為是有三條路線通過的車站。為了配合這樣的運作模式田澤湖線使用的是與新幹線同級的1435mm軌距之標準軌，而奧羽本線則是以大曲為切換點，往橫手方向為1067mm軌距的窄軌配置，往秋田方向大部分路段是1067mm及1435mm兩條軌距不同的軌道平行舖設，但在神宮寺與峰吉川之間的路段為了會車需要，其窄軌部分的路線是採特殊的雙軌距三軌並行方式鋪設。

## 車站構造

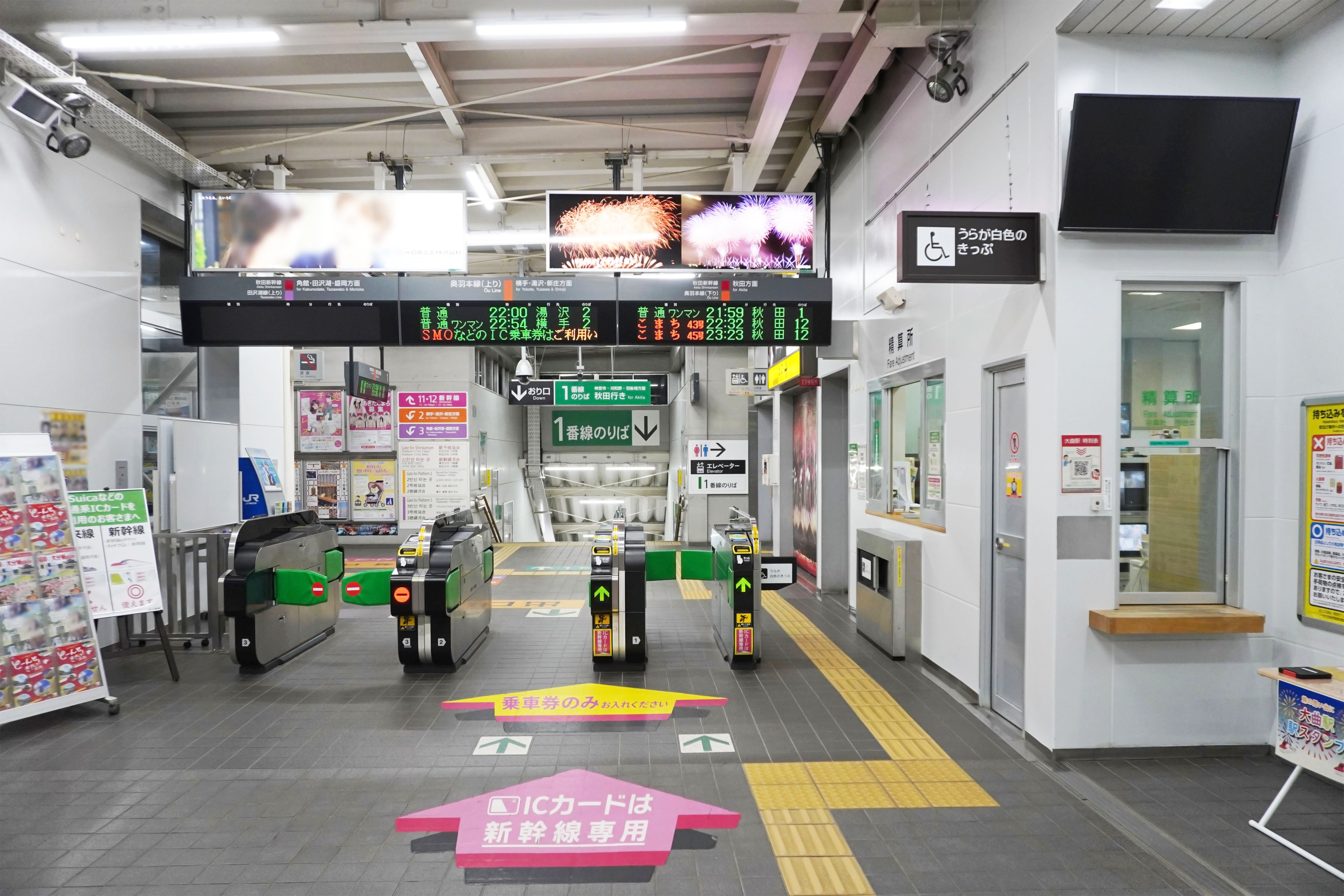
中央驗票口(2024年5月)

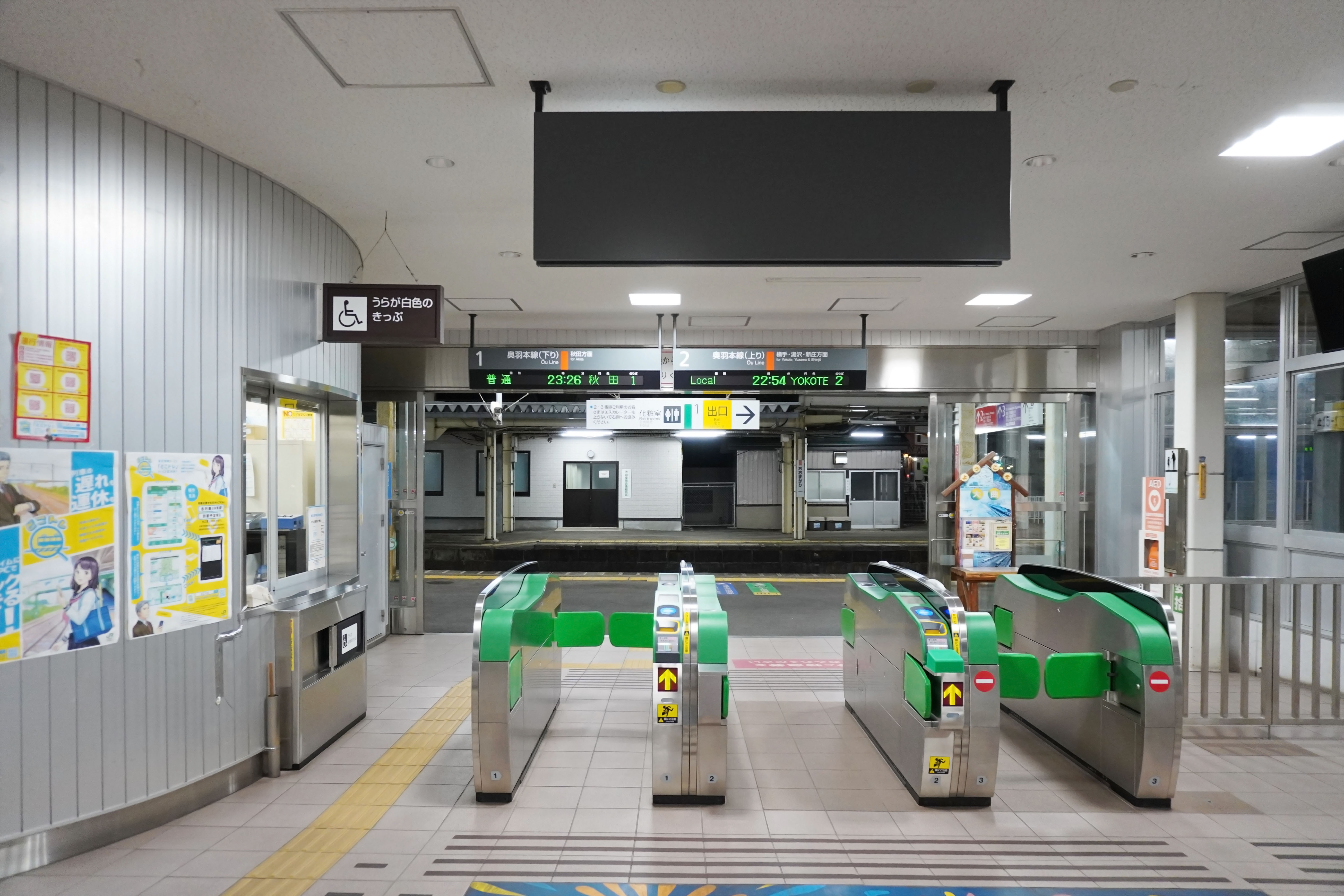
轉乘新幹線的驗票口(2024年5月)

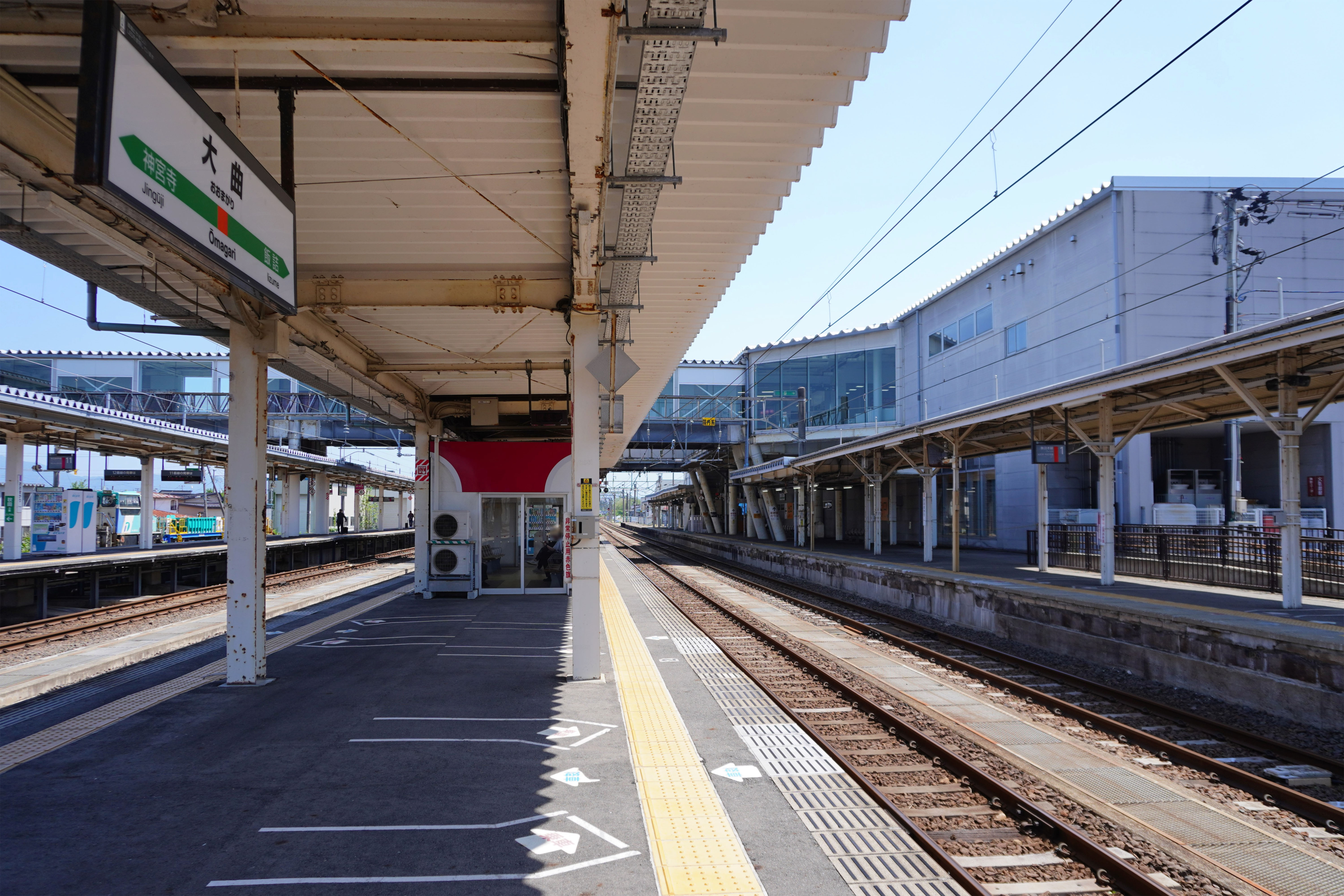
1號至3號月台(2024年5月)

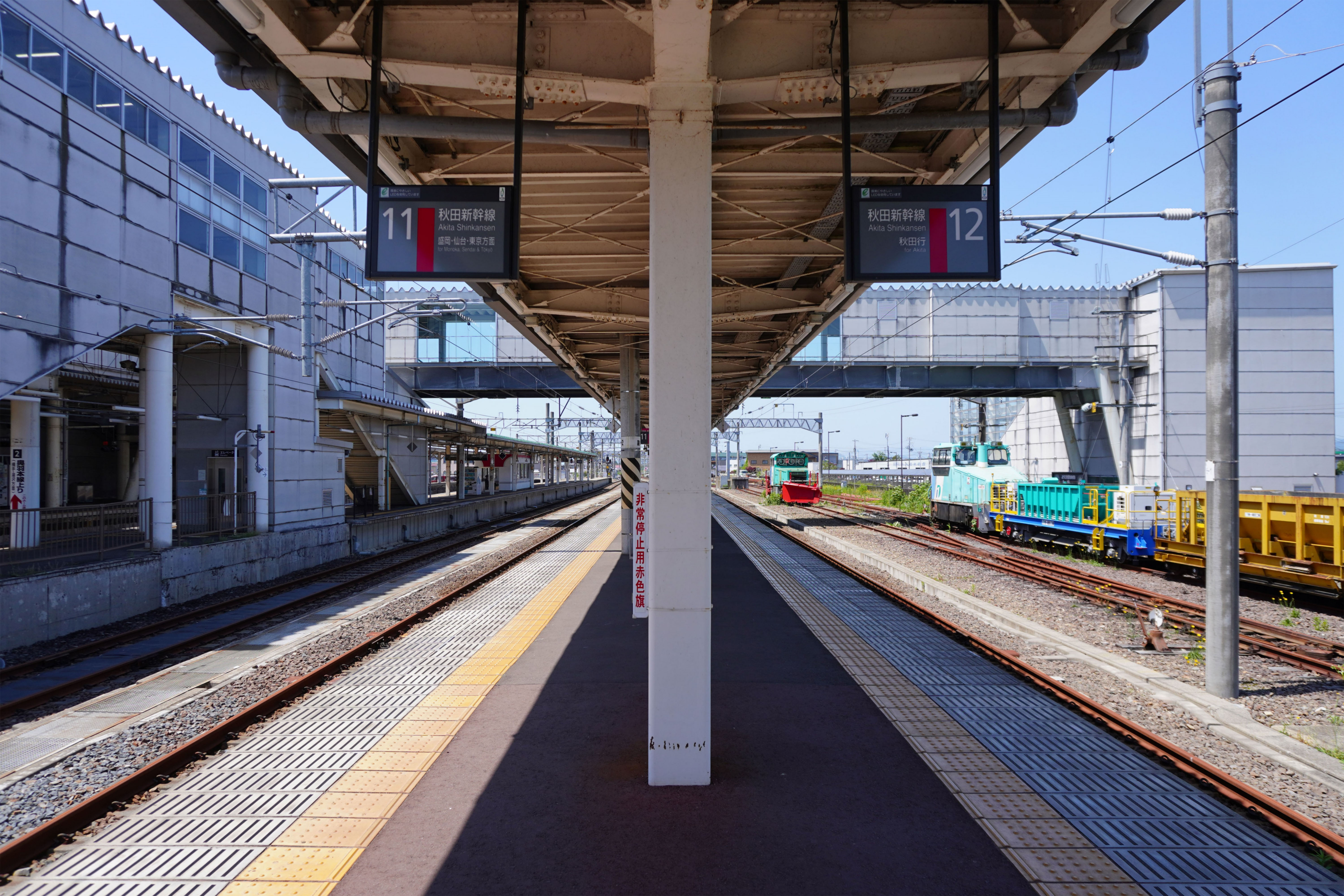
新幹線的11號與12號月台(2024年5月)

車站建物本體是位於高架。配合秋田新幹線的通車而在1997年啟用的大曲車站新車站大樓，是建築師鈴木愛德華（鈴木 エドワード）所設計，於隔年（1998年）獲得了優良設計賞（グッドデザイン賞，Good Design Awards，或又常稱為「G-Mark賞」，當時仍然是由日本通產省主辦）的殊榮，另外該站也在2002年時以「散發出炫目銀色美感的未來派站房」（眩い銀が美しく光る未来的な駅舎）之評語，入選東北車站百選（東北の駅百選）之列。
大曲車站的月台區基本上分為在來線與新幹線兩部分，其中在來線的部分為一座側式與一座港灣式月台共2面3線的配置，或也可以將與其新幹線共用的港灣式月台部分，拆開視為是兩條非貫通式的側式月台。如此一來，在來線站區就變成一對相對式月台外加一側式月台共3線的配置，其中相對式月台的兩條路線（1號與2號線）採窄軌配置供奧羽本線普通列車使用。
而新幹線的部分則是一座港灣式月台1面2線的配置，其中港灣式月台內在來線所屬的3號線與新幹線專用的11號及12號線實際上都是同一邊進出車站的終點線配置，全為標準軌距的路線，所有秋田新幹線的列車實際上是先駛入大曲車站內之後，再以折返線方式回頭轉進另一條線的路軌上。

### 月台配置
| 月台       | 路線                | 方向 | 目的地               |
| ---------- | ------------------- | ---- | -------------------- |
| 在來線月台 |                     |      |                      |
| 1          | ■奧羽本線（窄軌）   | 下行 | 刈和野、秋田方向     |
| 2          | ■奧羽本線（窄軌）   | 上行 | 橫手、湯澤方向       |
| 3          | ■田澤湖線（標準軌） |      | 角館、田澤湖方向     |
| 新幹線月台 |                     |      |                      |
| 11         | ■秋田新幹線         | 上行 | 盛岡、仙台、東京方向 |
| 12         | ■秋田新幹線         | 下行 | 秋田方向             |

## 使用情況
以下是歷年平均搭乘人次統計：
| 年度   | 每日平均乘客數 | 參考資料 |
| ------ | -------------- | -------- |
| 2000年 | 2,748          | [ 4 ]    |
| 2001年 | 2,631          | [ 5 ]    |
| 2002年 | 2,479          | [ 6 ]    |
| 2003年 | 2,423          | [ 7 ]    |
| 2004年 | 2,389          | [ 8 ]    |
| 2005年 | 2,337          | [ 9 ]    |
| 2006年 | 2,350          | [ 10 ]   |
| 2007年 | 2,273          | [ 11 ]   |
| 2008年 | 2,247          | [ 12 ]   |
| 2009年 | 2,153          | [ 13 ]   |
| 2010年 | 2,160          | [ 14 ]   |
| 2011年 | 2,066          | [ 15 ]   |
| 2012年 | 2,086          | [ 16 ]   |
| 2013年 | 2,150          | [ 1 ]    |

## 車站周邊
- 秋田縣道13號湯澤雄物川大曲線
- 秋田縣道36號大曲大森羽後線
- 秋田縣道50號大曲田澤湖線
- 秋田縣立大曲高等學校
- 秋田縣立大曲農業高等學校
- 秋田縣立大曲工業高等學校
- 秋田自動車道大曲IC
- 秋田修英高等學校
- 大曲郵局
- 大曲站前郵局
- 雄物川（全國煙花競技大會會場）
- 國道13號（大曲繞道）
- 國道105號
  - 大曲西道路
- 仙北組合綜合醫院
- 大仙市政廳（前大曲市政廳）
- 煙花通商店街

## 巴士路線
部分巴士會在此停站，而所有巴士都會在「大曲巴士總站」（由車站步行2分鐘）出發與到達。
所有路線都由羽後交通營運。
- 巴士路線
  - 角館線
  - 橫手大曲線
- 社區巴士
  - 大仙市循環巴士「200巴士」（大曲站前發着）
- 高速巴士（大曲巴士発着）
  - 湖與港口號
  - 綠色Liner號

## 历史
- 1904年（明治37年）12月21日：車站啟用（當時是地面車站）。
- 1987年（昭和62年）4月1日：因國鐵分割民營化，本站成為東日本旅客鐵道的車站。
- 1997年（平成9年）3月22日：秋田新幹線啟用。
- 1997年（平成9年）7月20日：新設橋上站舍（鈴木愛德華（鈴木エドワード）設計）。
- 1998年（平成10年）：得到通產省頒發的優良設計賞。
- 1999年（平成11年）：開始導入新幹線剪票口。
- 2002年（平成14年）：成為東北車站百選之一。
- 2004年（平成16年）12月21日：車站開業100周年。在10月23日記念活動開始。白神度假號（リゾートしらかみ）延長運輸至此車站。
- 2009年（平成21年）3月21日：導入在來線自動剪票機。
- 2010年（平成22年）5月8日：因為E6系的導入，新幹線月台的延伸工程開始，新幹線的剪票口遷移位置。

## 相鄰車站
東日本旅客鐵道
■秋田新幹線
角館－大曲－秋田
■奧羽本線
□快速（只限下行1班運行）
橫手 → 大曲 → 刈和野
■普通
飯詰－大曲－神宮寺
■田澤湖線
北大曲－大曲

## 外部連結
- JR東日本－大曲車站（页面存档备份，存于）（日語）

39°27′56″N 140°28′47″E / 39.46556°N 140.47972°E